# Lee Kei
Lee Kei (також відомий під псевдонімами Діма Грузін, MC Klava, Мілош Доброгенздратович, Валерій Корнєєв, Ерік Нейтрон) — латвійський відеоблогер, автор і ведучий інтернет-шоу DaiFiveTop, Проект КОЗА, а також реп-виконавець MC Klava та учасник реп-дуету Всього Лише 2 Хлопця (Всего Лишь 2 Парня) під псевдонімом Діма Грузін.

## Історія псевдоніма
Псевдонім Lee Kei є поєднанням слів «Лі» — перші дві букви імені відеоблогера та «Кей» — назва мурахи у мультфільмі. Lee Kei старанно приховує особисті дані, тому справжнє ім'я співака та відеоблогера невідоме.

## Біографія
Lee Kei народився і проживає у Ризі, Латвія. Батько — інженер, мати — працювала у сфері телекомунікацій. Закінчив 23 середню загальноосвітню школу (Ломоносівську гімназію). Вже у початкових класах проявляв творчий потенціал, створюючи імпровізовані постановки для своїх однокласників. Після отримання середньої освіти, поступив до Інституту транспорту і зв'язку на спеціальність магістра економіки. Ще в юному віці в хлопця розвинулось бажання створювати музику. Свої перші оранжування він створював у програмі Music 200 на Playstation, а свої перші пісні записував на диктофон. За словами співака, на його перші композиції вплинув німецький реп, який був популярний в той час.
29 жовтня 2006 був зареєстрований Youtube-канал LeeKei28 [Архівовано 25 жовтня 2017 у Wayback Machine.], де розміщені відео з особистого життя відеоблогера та авторська електронна музика, яку Lee Kei випускає під псевдонімом Lee Futuristic.
У 2008 році випускає свій дебютний повноцінний альбом Арестованные Рифмы, куди увійшло 21 композиція у стилі реп та хіп-хоп. Наступного року виходить другий альбом виконавця Кастет з 13 треками. Ці альбоми автор випускає під псевдонімом MC Клава. Деякі пісні записані за участі інших співаків, таких як Still Ayp, Егор, МС Бутик, МС Актив, SaintOne, Berlina, Sifo, KrayZ, МС Максима, Klepto.
В той же час, 2009 року, стартує нове шоу Lee Kei та Констянтина Воловіка HU TV. Сюжет полягає в тому, що Lee Kei робить вигляд, що він кореспондент угорського телеканалу Мілош Доброгенздратович та бере інтерв'ю як у звичайних перехожих, так і у відомих особистостей, таких як Олександр Рибак та інші. Проект був гумористичний і приносив задоволення авторам, але протримався трохи більше року.
На створення нової передачі команду надихнуло шоу This Is Хорошо. Учасники дали багато корисних порад. Згодом 7 травня 2011 стартувало нове шоу «Проект КОЗА [Архівовано 16 квітня 2017 у Wayback Machine.]», в якому Lee Kei розповідає про парадокси, людську сутність та філософію. При чому, проект виходить у гумористичній формі і легко сприймається. Шоу швидко стало популярним і авторам запропонували увійти до CarambaTV.ru. Таким чином з 2 по 72 випуск шоу виходило під брендом Caramba Media. У деяких випусках Lee Kei використовував ім'я Валерій Корнєєв.
У 2011 році Lee Kei, разом із другом створює ритм-енд-блюз гурт Всього Лише 2 Хлопця (Всего Лишь 2 Парня). Хлопці придумали собі нові псевдоніми Діма Грузін (Lee Kei) та Пєтя Паркер. 14 липня 2011 року виходить їх дебютний відеокліп-пародія на пісню «5 причин». Гурт був тепло зустрітий публікою. Їх пісні одразу стали хітами і займали перші місця у чартах найпопулярніших за скачуванням пісень. Також відбулись концерти гурту на території Латвії та Росії. Незважаючи на це, проект проіснував недовго.
6 лютого 2013 року був зареєстрований Youtube-канал DaiFiveTop [Архівовано 18 жовтня 2017 у Wayback Machine.], автором та ведучим якого є LeeKei. Оператор — Констянтин Воловік. На даний момент канал має 5 мільйонів підписників і є одним з найпопулярніших та найвпізнаваємих на відеохостингу Youtube. Існує одинадцять рубрик, а нові відео виходять кожного дня.
12 вересня 2017 року LeeKei створив новий музичний проект Ерік Нейтрон та виступив із дебютним кліпом.

## Відеокліпи

### MC Клава
- МС Клава feat. Коротышка — Математика
- МС Клава feat. KrayZ — Давай (CLEAN)

### Всего Лишь 2 Парня
- Всего лишь 2 парня — Чика на припеве (feat. Кристина Корвин)
- Всего лишь 2 парня — Я не люблю (feat. PeR & Sifo)
- Всего лишь 2 парня — Я взял телефон (feat. Рассел)
- Всего лишь 2 парня — Кинул мне в лицо (feat. Кристина Корвин)
- Всего лишь 2 парня — Мой Xbox
- PeR — Here We Go (Ты Поверь) feat. Всего Лишь 2 Парня

### Эрик Нейтрон
- Эрик Нейтрон — Два типа в одном (prod. by Skid)
- Эрик Нейтрон — Волшебный город (prod. by Skid)

## Дискографія
- МС Клава — Арестованные Рифмы  (2008)
- МС Клава — Кастет (2009)
- Всего лишь 2 парня — Чика на припеве (2011)